# Peacock Pool
Pour les articles homonymes, voir Peacock.
Peacock Pool est un lac américain dans le comté de Boulder, dans le Colorado. Il est situé à 3 447 mètres d'altitude au sein du parc national de Rocky Mountain.